# Giro di Polonia 2012
Il Giro di Polonia 2012, sessantanovesima edizione della corsa, valevole come diciannovesima prova del UCI World Tour 2012, si svolse in sette tappe dal 10 al 16 luglio 2012 per un percorso totale di 1 234,7 km. Fu anticipato rispetto al calendario usuale venendo corso contemporaneamente al Tour de France per non coincidere con i Giochi della XXX Olimpiade di Londra. Fu vinto dall'italiano Moreno Moser, che concluse la gara in 30h15'49".

## Tappe
| Tappa  | Data      | Percorso                                  | km      | Vincitore di tappa | Leader cl. generale |
| ------ | --------- | ----------------------------------------- | ------- | ------------------ | ------------------- |
| 1ª     | 10 luglio | Karpacz > Jelenia Góra                    | 179,5   | Moreno Moser       | Moreno Moser        |
| 2ª     | 11 luglio | Wałbrzych > Opole                         | 239,4   | Ben Swift          | Moreno Moser        |
| 3ª     | 12 luglio | Kędzierzyn-Koźle > Cieszyn                | 201,7   | Zdeněk Štybar      | Moreno Moser        |
| 4ª     | 13 luglio | Będzin > Katowice                         | 127,8   | Aidis Kruopis      | Michał Kwiatkowski  |
| 5ª     | 14 luglio | Rabka-Zdrój > Zakopane                    | 163,1   | Ben Swift          | Michał Kwiatkowski  |
| 6ª     | 15 luglio | Bukowina Tatrzańska > Bukowina Tatrzańska | 191,8   | Moreno Moser       | Moreno Moser        |
| 7ª     | 16 luglio | Cracovia > Cracovia                       | 131,4   | John Degenkolb     | Moreno Moser        |
| Totale | Totale    | Totale                                    | 1 234,7 |                    |                     |

## Squadre e corridori partecipanti
Ventidue le formazioni al via della corsa, le diciotto squadre dell'UCI ProTour più sei formazioni UCI Professional Continental e una rappresentativa polacca.
| N.      | Cod. | Squadra                |
| ------- | ---- | ---------------------- |
| 1-8     | LIQ  | Liquigas-Cannondale    |
| 11-18   | OPQ  | Omega Pharma-Quickstep |
| 21-28   | BMC  | BMC Racing Team        |
| 31-38   | LAM  | Lampre-ISD             |
| 41-48   | KAT  | Katusha Team           |
| 51-58   | AST  | Astana Pro Team        |
| 61-68   | STB  | Saxo Bank              |
| 71-78   | VCD  | Vacansoleil-DCM        |
| 81-88   | RAB  | Rabobank Cycling Team  |
| 91-98   | RNT  | RadioShack-Nissan      |
| 101-108 | OGE  | Orica-GreenEDGE        |
| 111-118 | LTB  | Lotto-Belisol Team     |
| 121-128 | GRS  | Garmin-Sharp           |

| N.      | Cod. | Squadra                   |
| ------- | ---- | ------------------------- |
| 131-138 | SKY  | Sky Procycling            |
| 141-148 | ALM  | AG2R La Mondiale          |
| 151-158 | FDJ  | FDJ-BigMat                |
| 161-168 | MOV  | Movistar Team             |
| 171-178 | EUS  | Euskaltel-Euskadi         |
| 181-188 | CJR  | Caja Rural                |
| 191-198 | ARG  | Argos-Shimano             |
| 201-208 | COG  | Colnago-CSF Inox          |
| 211-218 | FAR  | Farnese Vini-Selle Italia |
| 221-228 | UNA  | Utensilnord-Named         |
| 231-238 | TT1  | Team Type 1-Sanofi        |
| 241-248 | POL  | Polonia                   |

## Dettagli delle tappe

### 1ª tappa
- 10 luglio: Karpacz > Jelenia Góra – 179,5 km

Risultati
| Pos. | Corridore          | Squadra      | Tempo    |
| ---- | ------------------ | ------------ | -------- |
| 1    | Moreno Moser       | Liquigas     | 4h32'53" |
| 2    | Michał Kwiatkowski | Omega Pharma | s.t.     |
| 3    | Lars Boom          | Rabobank     | s.t.     |

| Pos. | Corridore          | Squadra      | Tempo    |
| ---- | ------------------ | ------------ | -------- |
| 1    | Moreno Moser       | Liquigas     | 4h32'43" |
| 2    | Michał Kwiatkowski | Omega Pharma | a 4"     |
| 3    | Lars Boom          | Rabobank     | a 6"     |

### 2ª tappa
- 11 luglio: Wałbrzych > Opole – 239.4 km

Risultati
| Pos. | Corridore    | Squadra        | Tempo    |
| ---- | ------------ | -------------- | -------- |
| 1    | Ben Swift    | Sky Procycling | 5h49'57" |
| 2    | Elia Viviani | Liquigas       | s.t.     |
| 3    | Tom Boonen   | Omega Pharma   | s.t.     |

| Pos. | Corridore          | Squadra      | Tempo     |
| ---- | ------------------ | ------------ | --------- |
| 1    | Moreno Moser       | Liquigas     | 10h22'40" |
| 2    | Michał Kwiatkowski | Omega Pharma | a 4"      |
| 3    | Lars Boom          | Rabobank     | a 6"      |

### 3ª tappa
- 12 luglio: Kędzierzyn-Koźle > Cieszyn – 201,7 km

Risultati
| Pos. | Corridore         | Squadra      | Tempo    |
| ---- | ----------------- | ------------ | -------- |
| 1    | Zdeněk Štybar     | Omega Pharma | 5h01'51" |
| 2    | Francesco Gavazzi | Astana       | s.t.     |
| 3    | Sacha Modolo      | Colnago      | s.t.     |

| Pos. | Corridore          | Squadra      | Tempo     |
| ---- | ------------------ | ------------ | --------- |
| 1    | Moreno Moser       | Liquigas     | 15h24'31" |
| 2    | Michał Kwiatkowski | Omega Pharma | a 1"      |
| 3    | Lars Boom          | Rabobank     | a 6"      |

### 4ª tappa
- 13 luglio: Będzin > Katowice – 127,8 km

Risultati
| Pos. | Corridore     | Squadra        | Tempo    |
| ---- | ------------- | -------------- | -------- |
| 1    | Aidis Kruopis | GreenEDGE      | 2h43'04" |
| 2    | Ben Swift     | Sky Procycling | s.t.     |
| 3    | Theo Bos      | Rabobank       | s.t.     |

| Pos. | Corridore          | Squadra      | Tempo     |
| ---- | ------------------ | ------------ | --------- |
| 1    | Michał Kwiatkowski | Omega Pharma | 18h07'33" |
| 2    | Moreno Moser       | Liquigas     | a 2"      |
| 3    | Lars Boom          | Rabobank     | a 8"      |

### 5ª tappa
- 14 luglio: Rabka-Zdrój > Zakopane – 163,1 km

Risultati
| Pos. | Corridore    | Squadra        | Tempo    |
| ---- | ------------ | -------------- | -------- |
| 1    | Ben Swift    | Sky Procycling | 4h01'22" |
| 2    | Elia Viviani | Liquigas       | s.t.     |
| 3    | Pim Ligthart | Vacansoleil    | s.t.     |

| Pos. | Corridore          | Squadra      | Tempo     |
| ---- | ------------------ | ------------ | --------- |
| 1    | Michał Kwiatkowski | Omega Pharma | 22h08'54" |
| 2    | Moreno Moser       | Liquigas     | a 1"      |
| 3    | Lars Boom          | Rabobank     | a 9"      |

### 6ª tappa
- 15 luglio: Bukovina Terma Hotel Spa > Bukowina Tatrzańska – 191,8 km

Risultati
| Pos. | Corridore          | Squadra        | Tempo    |
| ---- | ------------------ | -------------- | -------- |
| 1    | Moreno Moser       | Liquigas       | 5h16'32" |
| 2    | Sergio Henao       | Sky Procycling | s.t.     |
| 3    | Michał Kwiatkowski | Omega Pharma   | s.t.     |

| Pos. | Corridore          | Squadra        | Tempo     |
| ---- | ------------------ | -------------- | --------- |
| 1    | Moreno Moser       | Liquigas       | 27h25'17" |
| 2    | Michał Kwiatkowski | Omega Pharma   | a 5"      |
| 3    | Sergio Henao       | Sky Procycling | a 16"     |

### 7ª tappa
- 16 luglio: Cracovia > Cracovia – 131,4 km

Risultati
| Pos. | Corridore      | Squadra        | Tempo    |
| ---- | -------------- | -------------- | -------- |
| 1    | John Degenkolb | Argos-Shimano  | 2h50'32" |
| 2    | Mathew Hayman  | Sky Procycling | s.t.     |
| 3    | Ben Swift      | Sky Procycling | s.t.     |

| Pos. | Corridore          | Squadra        | Tempo     |
| ---- | ------------------ | -------------- | --------- |
| 1    | Moreno Moser       | Liquigas       | 30h15'49" |
| 2    | Michał Kwiatkowski | OPQ            | a 5"      |
| 3    | Sergio Henao       | Sky Procycling | a 16"     |

## Evoluzione delle classifiche
| Tappa              | Vincitore          | Classifica generale Maglia gialla | Classifica a punti Maglia bianco-verde | Classifica scalatori Maglia ciclamino | Classifica sprint Maglia rossa | Classifica a squadre |
| ------------------ | ------------------ | --------------------------------- | -------------------------------------- | ------------------------------------- | ------------------------------ | -------------------- |
| 1ª                 | Moreno Moser       | Moreno Moser                      | Moreno Moser                           | Daniel Teklehaimanot                  | Sylvain Georges                | Sky Procycling       |
| 2ª                 | Ben Swift          | Moreno Moser                      | Fabian Wegmann                         | Daniel Teklehaimanot                  | Łukasz Bodnar                  | Sky Procycling       |
| 3ª                 | Zdeněk Štybar      | Moreno Moser                      | Moreno Moser                           | Daniel Teklehaimanot                  | Łukasz Bodnar                  | Sky Procycling       |
| 4ª                 | Aidis Kruopis      | Michał Kwiatkowski                | Ben Swift                              | Daniel Teklehaimanot                  | Adrian Kurek                   | Sky Procycling       |
| 5ª                 | Ben Swift          | Michał Kwiatkowski                | Ben Swift                              | Daniel Teklehaimanot                  | Adrian Kurek                   | Sky Procycling       |
| 6ª                 | Moreno Moser       | Moreno Moser                      | Michał Kwiatkowski                     | Tomasz Marczyński                     | Adrian Kurek                   | Sky Procycling       |
| 7ª                 | John Degenkolb     | Moreno Moser                      | Ben Swift                              | Tomasz Marczyński                     | Adrian Kurek                   | Sky Procycling       |
| Classifiche finali | Classifiche finali | Moreno Moser                      | Ben Swift                              | Tomasz Marczyński                     | Adrian Kurek                   | Sky Procycling       |

## Classifiche finali

### Classifica generale - Maglia gialla
| Pos. | Corridore          | Squadra        | Tempo     |
| ---- | ------------------ | -------------- | --------- |
| 1    | Moreno Moser       | Liquigas       | 30h15'49" |
| 2    | Michał Kwiatkowski | Omega Pharma   | a 5"      |
| 3    | Sergio Henao       | Sky Procycling | a 16"     |
| 4    | Aleksandr Kolobnev | Katusha Team   | a 25"     |
| 5    | Linus Gerdemann    | RadioShack     | a 28"     |
| 6    | Rinaldo Nocentini  | AG2R La Mon.   | a 29"     |
| 7    | Jon Izagirre       | Euskaltel      | s.t.      |
| 8    | Tiago Machado      | RadioShack     | s.t.      |
| 9    | Alexandre Geniez   | Argos-Shimano  | s.t.      |
| 10   | Rigoberto Urán     | Sky Procycling | s.t.      |

### Classifica a punti - Maglia verde
| Pos. | Corridore          | Squadra        | Punti |
| ---- | ------------------ | -------------- | ----- |
| 1    | Ben Swift          | Sky Procycling | 77    |
| 2    | Michał Kwiatkowski | Omega Pharma   | 69    |
| 3    | Moreno Moser       | Liquigas       | 59    |
| 4    | Sergio Henao       | Sky Procycling | 52    |
| 5    | Theo Bos           | Rabobank       | 47    |

### Classifica scalatori - Maglia ciclamino
| Pos. | Corridore            | Squadra        | Punti |
| ---- | -------------------- | -------------- | ----- |
| 1    | Tomasz Marczyński    | Vacansoleil    | 85    |
| 2    | Daniel Teklehaimanot | GreenEDGE      | 46    |
| 3    | Bartosz Huzarski     | Polonia        | 43    |
| 4    | Sergio Henao         | Sky Procycling | 30    |
| 5    | Tom-Jelte Slagter    | Rabobank       | 28    |

### Classifica sprint - Maglia rossa
| Pos. | Corridore          | Squadra      | Punti |
| ---- | ------------------ | ------------ | ----- |
| 1    | Adrian Kurek       | Utensilnord  | 11    |
| 2    | Łukasz Bodnar      | Polonia      | 9     |
| 3    | Michał Kwiatkowski | Omega Pharma | 7     |
| 4    | Michail Ignat'ev   | Katusha Team | 5     |
| 5    | Fabian Wegmann     | Garmin-Sharp | 4     |

### Classifica a squadre
| Pos. | Squadra                | Tempo     |
| ---- | ---------------------- | --------- |
| 1    | Sky Procycling         | 90h49'30" |
| 2    | RadioShack-Nissan      | a 4"      |
| 3    | Movistar Team          | a 1'25"   |
| 4    | AG2R La Mondiale       | a 2'19"   |
| 5    | Omega Pharma-Quickstep | a 2'37"   |

## Punteggi UCI
| Pos.               | Corridore          | Squadra        | Punti |
| ------------------ | ------------------ | -------------- | ----- |
| 1                  | Moreno Moser       | Liquigas       | 113   |
| 2                  | Michał Kwiatkowski | Omega Pharma   | 87    |
| 3                  | Sergio Henao       | Sky Procycling | 74    |
| 4                  | Aleksandr Kolobnev | Katusha Team   | 60    |
| 5                  | Linus Gerdemann    | RadioShack     | 50    |
| 6                  | Rinaldo Nocentini  | AG2R La Mond.  | 40    |
| 7                  | Jon Izagirre       | Euskaltel      | 30    |
| 8                  | Tiago Machado      | RadioShack     | 20    |
| 9                  | Ben Swift          | Sky Procycling | 18    |
| 10                 | Elia Viviani       | Liquigas-      | 8     |
| 11                 | Aidis Kruopis      | GreenEDGE      | 6     |
| Zdeněk Štybar      | Omega Pharma       | 6              |       |
| 13                 | Francesco Gavazzi  | Astana         | 4     |
| Mathew Hayman      | Sky Procycling     | 4              |       |
| Rigoberto Urán     | Sky Procycling     | 4              |       |
| 16                 | Lars Boom          | Rabobank       | 2     |
| Tom Boonen         | Omega Pharma       | 2              |       |
| Theo Bos           | Rabobank           | 2              |       |
| Pim Ligthart       | Vacansoleil        | 2              |       |
| 20                 | Daniele Bennati    | RadioShack     | 1     |
| Jacopo Guarnieri   | Liquigas           | 1              |       |
| Michael Matthews   | Rabobank           | 1              |       |
| Manuele Mori       | Lampre-ISD         | 1              |       |
| Przemysław Niemiec | Lampre-ISD         | 1              |       |
| Aleksandr Porsev   | Katusha Team       | 1              |       |
| Greg Van Avermaet  | BMC                | 1              |       |
| Tosh Van Der Sande | Lotto-Belisol      | 1              |       |
| Giovanni Visconti  | Movistar Team      | 1              |       |
| Fabian Wegmann     | Garmin-Sharp       | 1              |       |

| Pos.               | Squadra                | Punti |
| ------------------ | ---------------------- | ----- |
| 1                  | Liquigas-Cannondale    | 122   |
| 2                  | Sky Procycling         | 100   |
| 3                  | Omega Pharma-Quickstep | 95    |
| 4                  | RadioShack-Nissan      | 71    |
| 5                  | Katusha Team           | 61    |
| 6                  | AG2R La Mondiale       | 40    |
| 7                  | Euskaltel-Euskadi      | 30    |
| 8                  | Orica-GreenEDGE        | 6     |
| 9                  | Rabobank Cycling Team  | 5     |
| 10                 | Astana Pro Team        | 4     |
| 11                 | Lampre-ISD             | 2     |
| Vacansoleil-DCM    | 2                      |       |
| 13                 | BMC Racing Team        | 1     |
| Garmin-Sharp       | 1                      |       |
| Lotto-Belisol Team | 1                      |       |
| Movistar Team      | 1                      |       |

| Pos.        | Nazione     | Punti |
| ----------- | ----------- | ----- |
| 1           | Italia      | 166   |
| 2           | Polonia     | 88    |
| 3           | Colombia    | 78    |
| 4           | Russia      | 61    |
| 5           | Germania    | 51    |
| 6           | Spagna      | 30    |
| 7           | Portogallo  | 20    |
| 8           | Regno Unito | 18    |
| 9           | Lituania    | 6     |
| Paesi Bassi | 6           |       |
| Rep. Ceca   | 6           |       |
| 12          | Australia   | 5     |
| 13          | Belgio      | 4     |